# Otavaloa piro
Otavaloa piro là một loài nhện trong họ Pholcidae. Loài này được phát hiện ở Peru.